# Luiz Eduardo de Oliveira

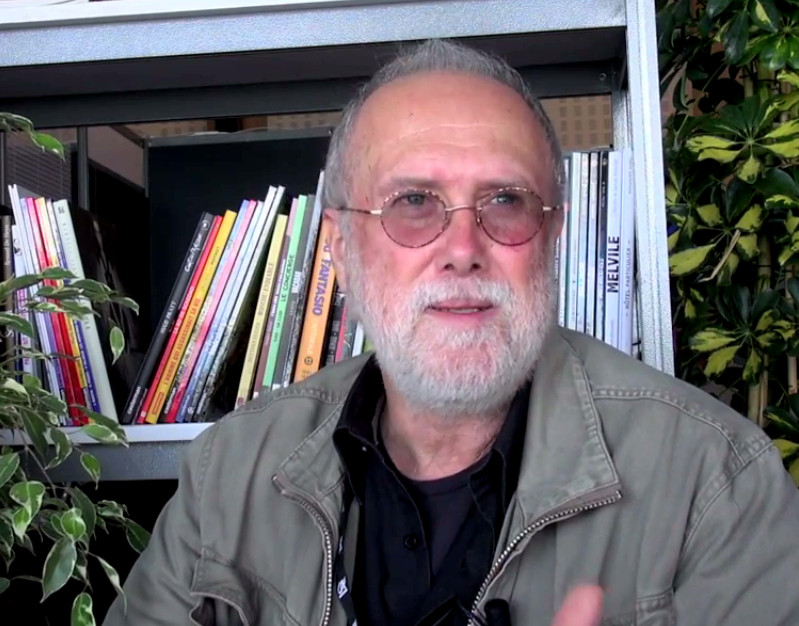
Luiz Eduardo de Oliveira (2014)

Luiz Eduardo de Oliveira (* 1. Januar 1944 in Rio de Janeiro) ist ein brasilianischer Comiczeichner und -szenarist, der unter dem Pseudonym Léo auftritt.

## Biografie

### Die Jugend
Luiz Eduardo de Oliveira wurde am 13. Dezember 1944 in Rio de Janeiro, Brasilien, geboren. Als leidenschaftlicher Zeichner besuchte er die Universität und absolvierte ein Ingenieurstudium. Nach seinem Abschluss wandte er sich 1968 der linken Aktivistenbewegung zu. Der Maschinenbau-Ingenieur verließ während der Militärdiktatur sein Heimatland und ging zunächst als Flüchtling nach Chile, wo es 1973 ebenfalls zum Staatsstreich kam. Als Flüchtling in Chile musste er ein Jahr später erneut fliehen, diesmal nach Argentinien, nachdem Präsident Salvador Allende zugunsten von Augusto Pinochet gestürzt worden war. Oliveira zog anschließend nach Argentinien, kehrte 1974 schließlich auf illegalem Weg nach Brasilien zurück.

### Die Karriere als Zeichner und Szenarist
In São Paulo arbeitete Oliveira zunächst als Illustrator in der Werbebranche. 1981 wanderte  er schließlich nach Frankreich aus, um dort Comics zu zeichnen. Da sich die frankobelgische Comic-Industrie zu jener Zeit in einer der schlimmsten Krisen ihrer Geschichte befand, zog er sich erneut in die Werbung zurück. Parallel dazu veröffentlichte er einige Panels in den französischen Magazinen L'Écho des savanes (1982) und Pilote (1985).
Ab 1986 arbeitete Léo mit Unterstützung von Jean-Claude Forest, dem Chefredakteur der Kinderzeitschriften der Bayard-Presse, für diverse Jugendzeitschriften. Er zeichnet wahre Geschichten für das Zeitschriftenmagazin Okapi. Für Astrapi realisierte er sein erstes Album, Gandhi, le pèlerin de la paix (deutsch: Gandhi, der Friedenspilger, Szenario von Benoit Marchon), der das Leben von Mahatma Gandhi nachzeichnet. 1988 erschuf er für den französischen Comicautor Rodolphe Zeichnungen für dessen Geschichten. Ihre Zusammenarbeit für den Comicverlag Dargaud gipfelte in insgesamt 13 Comicalben: in acht Alben von Trent und fünf Ausgaben von Kenya.
1993 startete Léo für Dargaud seine erste Solo-Serie, für die er neben den Zeichnungen auch das Szenarium entwickelte: Aldebaran. Die, nach dem Stern Aldebaran benannte,  achtteilige Fantasy/Science-Fiction-Serie erschien ab 1994 bei Dargaud. In Deutschland erfolgte die Veröffentlichung ab Ende April 2002 im Epsilon Verlag. Das Aldebaran-Universum erfuhr 2000 eine Fortsetzung namens Betelgeuze (im Original Bételgeuse).
Nachdem er im Jahr 2000 fünf Bände von Aldebaran auf Französisch veröffentlicht hatte, wurde er 2004 für Betelgeuze für den Prix de la série (deutsch: Preis der Serie) beim Festival von Angoulême nominiert. Es folgte ein neuer Zyklus, Antares, von 2007 bis 2015 (2007 bis 2016 in Deutschland) und eine parallele Serie Überlebende - Quantenanomalien (im Original: Survivants - Anomalies quantiques), ab 2011, die 2018 mit der Veröffentlichung von Zurück auf Aldebaran (im Original Retour sur Aldébaran) mit der Haupthandlung konvergiert und in der Serie Neptun in Frankreich ab 2022 fortgesetzt wird.
2007 bat Icar, der kein Geringerer als Franck Picard, ein französischer Zeichner von Fatum (1996) und Anamorphose (2005) ist, Léo, ein Drehbuch für ihn zu schreiben. Aus dieser Zusammenarbeit entstand Terres lointaines (deutsch:Ferne Welten), eine Science-Fiction-Geschichte in fünf Alben, die ab 2009 in Deutschland erschienen und ebenfalls auf einem von Menschen kolonisierten Planeten spielt.

## Kenia
Kenia ist eine franko-belgische Science-Fiction-Comicserie von Leo (Szenario und Zeichnungen), Rodolphe (Szenario, Ausschnitte und Dialoge) und Scarlett Smulkowski (Farbe), deren erster Band am 1. Oktober 2001 In Frankreich von Dargaud in einer Auflage von dreißigtausend Exemplaren veröffentlicht wurde.

### Die Entstehung
Nachdem sie die Figur Trent etwa zehn Jahre lang am Leben erhalten hatten, wollten Rodolphe und Léo etwas anderes machen, anstatt mit diesem einsamen Agenten der Königlich Kanadischen Gendarmerie Ende des 19. Jahrhunderts in der kalten Welt zu bleiben. Von ihrem Verleger ermutigt, gehen sie nun den entgegengesetzten Weg zur vorherigen Serie: Hitze, Afrika und viele Charaktere.
Lektüre, Filme und Kindheitserinnerungen kommen ihnen wieder in den Sinn, insbesondere die Literatur von Ernest Hemingway, einige Filmografien von Clark Gable aus den 1950er Jahren, in denen Leo die Kleidung dieser Zeit geliebt hatte, Propellerflugzeuge, alles erinnerte ihn an die herrlichen Bilder von Safaris mit dem Kilimandscharo. So entwickelten sie gemeinsam eine Geschichte über Kenia im Jahr 1947, mitten im Kalten Krieg, in dem man von den ersten Sichtungen fliegender Untertassen erfuhr. Die Geschichte wurde von den beiden Autoren in einem Interview mit der Zeitschrift "The New York Times" veröffentlicht.

### Synopsis
In der unmittelbaren Nachkriegszeit ist Kathy Austin eine britische Agentin des MI 5, die auf Mission geschickt wird, um übernatürliche Phänomene zu untersuchen.

#### Staffel 1 (Kenia)
Im Jahr 1947 tauchen in Kenia und vor allem in der Region des Kilimandscharo seltsame Tiere auf; einige haben fliegende Untertassen (UFO`s) gesehen. Diese Phänomene interessieren drei Spione, die sich zu Beginn des Kalten Krieges im Land aufhalten, insbesondere Cathy Austin. Unter der Tarnung von Lehrern einer Schule in Mombasa machen sie sich auf den Weg in die Savanne, um eine Expedition zu finden, die verschwunden ist, weil sie einem riesigen Tier begegnet war...

#### Staffel 2 (Namibia)
1948 kehrt Cathy Austin von ihrer Mission in Kenia nach Afrika zurück, nach Namibia, wo angeblich Hermann Göring, der führende Führer der Nationalsozialistischen Partei und der Regierung des Dritten Reichs (1933–1945), gesichtet wurde ... obwohl er sich 1946 nach seiner Verurteilung im Nürnberger Prozess das Leben genommen hatte ...

#### Staffel 3 (Amazonien)
1949 wird Cathy Austin in den Amazonas-Regenwald geschickt, wo ein Fotograf ein verblüffendes Bild aufgenommen hat, das eine Gruppe von Yanomami-Indianern zusammen mit einem humanoiden Wesen mit drahtigem Körper, länglichem Gesicht und übergroßem Schädel zeigt, das an ein außerirdisches Wesen erinnert.
Die Welt von Kenya
| Kenya (Zyklus 1) 1. Erscheinungen, 2004 (Apparitions, 2001) 2. Begegnungen, 2004 (Rencontres, 2003) 3. Verirrungen, 2004 (Aberrations, 2004) 4. Interventionen, 2006 (Interventions, 2013) 5. Illusionen, 2013 (Illusions, 2008) | Namibia (Namibia) (Zyklus 2) 1. Namibia 1: Episode 1, 2016 (Namibia 1: Épisode 1, 2010) 2. Namibia 2: Episode 2, 2016 (Namibia 2: Épisode 2, 2010) 3. Namibia 3: Episode 3, 2016 (Namibia 3: Épisode 3, 2012) 4. Namibia 4: Episode 4, 2016 (Namibia 4: Épisode 4, 2013) 5. Namibia 5: Episode 5, 2016 (Namibia 5: Épisode 5, 2015) | Amazonia (Amazonie) (Zyklus 3) 1. Amazonia 1: Episode 1, 2017 (Amazonie 1: Épisode 1, 2016) 2. Amazonia 2: Episode 2, 2017 (Amazonie 2: Épisode 2, 2017) 3. Amazonia 3: Episode 3, 2018 (Amazonie 3: Épisode 3, 2018) 4. Amazonia 4: Episode 4, 2019 (Amazonie 4: Épisode 4, 2019) 5. (Amazonie 5: Épisode 5, 2020) |

## Die Welten von Aldebaran
Die Reihe umfasst sechs Zyklen (Aldebaran, Betelgeuze, Antares, Überlebende, Zurück auf Aldebaran und Neptune), die ursprünglich alle beim französischen Verlag Dargaud und später in Deutschland im Epsilon Verlag erschienen sind.
Das Werk ist der Planetoper, einem Untergenre der Science-Fiction, zuzuordnen. Die Figuren bewegen sich auf mehreren Planeten außerhalb des Sonnensystems (Exoplaneten), die zu verschiedenen Systemen gehören, und werden mit der Fauna dieser Welten konfrontiert sowie mit Interessensunterschieden, die die menschlichen Kolonisierungsversuche stören. Eine mysteriöse außerirdische Intelligenz greift im Laufe dieser Abenteuer ein.
Der Autor hat sich Planeten ausgedacht, auf denen Menschen leben könnten: Atmosphäre, Schwerkraft, Ackerland. Er hat sie mit einer sehr vielfältigen phantasievollen Fauna und Flora bevölkert, die komplexe trophische Beziehungen unterhält.
Die französischsprachige Saga wurde in mehrere Sprachen übersetzt, darunter Deutsch, Italienisch, Niederländisch, Polnisch, Spanisch und Englisch.
Die Saga der Welten von Aldebaran ist in Zyklen mit einer Länge von drei bis sechs Alben strukturiert, wobei jeder Zyklus auf einem anderen Planeten spielt. Nur der Antares-Zyklus umfasst sechs Bände. Obwohl es möglich ist, die Zyklen einzeln zu lesen, folgen sie chronologisch aufeinander und bilden ein zusammenhängendes Ganzes. In jedem Zyklus und auf jedem Planeten ändern sich die Nebenfiguren, aber die Hauptfiguren der Geschichte sind während der gesamten Saga präsent.
Die Welt des Aldebaran - Drehbuch, Zeichnungen und Farben von Leo
| Aldebaran (Les Mondes d'Aldébaran - Cycle d’Aldébaran) 1. Die Katastrophe (La Catastrophe, 1994) 2. Die Blonde (La Blonde, 1995) 3. Das Foto (La Photo, 1996) 4. Die Gruppe (Le Groupe, 1997) 5. Das Wesen (La Créature, 1998) Aldebaran Gesamtausgabe, 2012 ISBN 978-3-932578-99-1) (Aldébaran - Intégrale, 2004) | Betelgeuze (Les Mondes d'Aldébaran - Cycle de Bételgeuse) 1. Der Planet (La Planète, 2000; ISBN 2-205-04902-X) 2. Die Überlebenden (Les Survivants, 2001; ISBN 978-2205-04987-9) 3. Die Expedition (L'expédition, 2002; ISBN 978-2205-05231-2) 4. Die Höhlen (Les Cavernes, 2003; ISBN 978-2205-05475-0) 5. Der Andere (L'autre, 2005; ISBN 2-205-05799-5) | Antares (Les Mondes d'Aldébaran - Cycle d’Antares) 1. Episode 1 (Épisode I, 2007) 2. Episode 2 (Épisode II, 2009) 3. Episode 3 (Épisode III, 2010) 4. Episode 4 (Épisode IV, 2011) 5. Episode 5 (Épisode V, 2014) 6. Episode 6 (Épisode VI, 2016) | Überlebende (Survivants - Anomalies quantiques) 1. Episode 1 (Survivants - Anomalies quantiques: Épisode 1, 2011) 2. Episode 2 (Survivants - Anomalies quantiques: Épisode 2, 2012) 3. Episode 3 (Survivants - Anomalies quantiques: Épisode 3, 2014) 4. Episode 4 (Survivants - Anomalies quantiques: Épisode 4, 2016) 5. Episode 5 (Survivants - Anomalies quantiques: Épisode 5, 2017) | Rückkehr nach Aldebaran (Les Mondes d'Aldébaran - Retour sur Aldébaran) 1. Episode 1 (Retour sur Aldébaran: Épisode 1, 2018) ISBN 978-3-96219259-4 2. Episode 2 (Retour sur Aldébaran: Épisode 2, 2020) ISBN 978-3-96219-260-0 3. Episode 3 (Retour sur Aldébaran: Épisode 3, 2021) ISBN 978-3-96219-261-7 |

### Vor Aldebaran
Jahrhundert haben sich die Lebensbedingungen auf der Erde infolge der globalen Erwärmung, die zur Umleitung des Golfstroms geführt hat, der zunehmenden Umweltverschmutzung und verheerender Religionskriege verschlechtert.
In diesem Jahrhundert hat die Technologie nach der Entwicklung des "Benevides-Transfers ", der es Raumschiffen ermöglicht, die Lichtgeschwindigkeit zu überschreiten, einen Quantensprung gemacht. Dies leitet eine neue Ära in der Eroberung des Weltraums ein. So werden erdähnliche, bewohnbare und damit potenziell kolonisierbare Planeten entdeckt.

### Der Aldebaran-Zyklus
Der erste Zyklus beginnt gegen Ende des 22. Jahrhunderts auf dem ersten von der Menschheit - erfolgreich - besiedelten Planeten: Aldebaran-4, dem vierten und einzigen lebensfähigen Planeten im Planetensystem des Sterns Aldebaran. Wir erfahren, dass es in den 100 Jahren, seit sich die ersten Kolonisten auf Aldebaran-4, im Volksmund Aldebaran genannt, angesiedelt haben, aus ungeklärter Ursache keine Kommunikation zwischen ihnen und der Erde gab. Die Kolonie musste daher mit den vorhandenen Mitteln autark leben. Von anfänglich 3000 Kolonisten wuchs die Bevölkerung innerhalb eines Jahrhunderts rasch an und erreichte zu Beginn der Erzählung etwa 20 000 Menschen. Das Bevölkerungswachstum wurde durch ein Gesetz beschleunigt, das Frauen dazu zwang, mindestens acht Kinder zu zeugen.
Im Jahr 2179 entgehen die drei Teenager Marc Sorensen, Kim Keller und Nellie Keller in einem kleinen Fischerdorf namens Arena Bianca im Norden der Insel Bigland zufällig einer unbekannten, gefräßigen Meereskreatur, die in der Lage ist, großflächige Schäden anzurichten, die ihr Dorf und alle seine Bewohner, einschließlich ihrer jeweiligen Familien, auslöschen. Die Waisenkinder Marc und Kim begeben sich daraufhin auf eine Reise in die mehrere tausend Kilometer südlich gelegene Hauptstadt der Kolonie, Anatolien, um dort irgendwie ihren Lebensunterhalt zu verdienen. Dabei versuchen sie, das Geheimnis um das Killertier zu lüften. Dabei kommen sie in Kontakt mit Driss Shediac und Alexa Komarova, zwei erfahrenen und sympathischen Biologen, die mehr wissen, als sie zugeben, und die zudem aktiv von der Polizei gesucht werden. Auf ihrer langen, abenteuerlichen und ereignisreichen Reise lernen Kim und Marc auf die harte Tour, dass die Zentralregierung von Aldebaran autoritär und diktatorisch ist. Ihr Weg kreuzt sich auch mit dem opportunistischen und schelmischen Landstreicher Monsieur Pad, der ihnen gelegentlich zur Hand geht und dabei auf seinen persönlichen Vorteil bedacht ist.
Schließlich beschließen Alexa und Driss, heimlich eine Gruppe von Menschen um sich zu scharen, darunter Kim, Marc, Monsieur Pad und einige ihrer Freunde, mit denen sie ihr Geheimnis teilen: Der Mantrisse, das komplexe und vielgestaltige Tier, das das Dorf Arena Bianca ausgelöscht hat, könnte in bestimmten Formen auch freundschaftlichen Kontakt mit bestimmten Menschen aufnehmen wollen und ihnen Langlebigkeitskapseln verabreichen, um eine symbiotische Beziehung aufzubauen. Alexa und Driss nehmen diese Kapseln regelmäßig ein, während sie weiterhin Nachforschungen über den Mantristen und seine seltsamen Erscheinungen anstellen. Sie bieten den Mitgliedern der neu gegründeten Gruppe an, die Kapseln ebenfalls einzunehmen.
Als die Regierungskräfte sie gefangen nehmen, wird die Gruppe von der Mantrisse gerettet, die die Militärs und Regierungsmitglieder verschwinden lässt. Kurz darauf sehen Kim und Marc ein herannahendes Spaceshuttle, das in ihrer Nähe landet. Dies ist der erste Kontakt Aldebarans mit der Erde seit einem Jahrhundert, da der Mantis bis dahin jegliche Kommunikation mit der Erde verhindert hatte (mit Ausnahme des allerersten Kolonialisierungsschiffs, das er hatte ankommen lassen, um die Menschen zu studieren). Eine neue Regierung wurde gebildet und der Austausch mit der Erde begann. Marc und Kim, die inzwischen ein Paar geworden sind, beschließen, auf die ihnen unbekannte Erde zu gehen, um dort zu studieren, während Driss und Alexa, die rehabilitiert wurden, ein Institut für das Studium der Mantis gründen, das mit erheblichen Mitteln von der Erde unterstützt wird.

## Seine Kunst
Léos Zeichnungen bestehen aus einfachen Strichen. Keine Schnörkel oder Details, er ist der ligne claire von Hergé sehr ähnlich.
Léo ist auf Science-Fiction spezialisiert und zeichnet sich durch die Verwendung großer Szenen mit klaren Linien aus; er lässt oft seltsame Kreaturen auftreten, die z. B. im Bestiarium der Welten von Aldebaran detailliert beschrieben werden.

## Preise
- 1998: Prix Maurice-Petitdidier für Aldebaran, Band 5: Die Gruppe (Le Groupe)
- 2000: Le Bédélys d'or für Betelgeuze, Band 1: Der Planet (La Planète)
- 2003: Prix Bob Morane für Betelgeuze, Band 3: Die Expedition (L'Expédition)
- 2008: Prix Tournesol für Betelgeuze, Band 5: Der Andere (L'autre)
- 2009: Premio Haxtur für das beste Skript für Betelgeuze

## Werk
Gandhi, le pèlerin de la paix avec Benoît Marchon, Éditions du Centurion, Paris, 1989; ISBN 2-227-60106-X
(Deutsch: Gandhi, der Friedenspilger)

Trent - Drehbuch von Rodolphe, Zeichnung von Leo, Farben von Leo und Marie-Paule Alluard
1. Der Tote (L'Homme Mort, 1991)
2. The Kid (Le Kid, 1992)
3. Wenn abends die Lampen leuchten… (Quand s'Allument les Lampes…, 1993)
4. La Vallée de la Peur, 1995
5. Wild Bill, 1996
6. Le Pays sans Soleil, 1998
7. Miss, 1999
8. Petit Trent, 2000

Dexter London
1. Aventurier Professionnel, 2002
2. La Traversée du Désert, 2003
3. Les Sources du Rouandiz, 2005

Ferne Welten (Terres lointaines)
1. Ferne Welten 1: Episode 1, 2016 (Terres Lointaines 1: Épisode 1, 2009)
2. Ferne Welten 2: Episode 2, 2017 (Terres Lointaines 2: Épisode 2, 2009)
3. Ferne Welten 3: Episode 3, 2017 (Terres Lointaines 3: Épisode 3, 2010)
4. Ferne Welten 4: Episode 4, 2017 (Terres Lointaines 4: Épisode 4, 2011)
5. Ferne Welten 5: Episode 5, 2017 (Terres Lointaines 5: Épisode 5, 2012)

Mermaid Project
| Mermaid Project (Staffel 1) 1. Mermaid Project 1: Episode 1, 2018 (Mermaid Project 1: Épisode 1, 2012) 2. Mermaid Project 2: Episode 2, 2018 (Mermaid Project 2: Épisode 2, 2013) 3. Mermaid Project 3: Episode 3, 2018 (Mermaid Project 3: Épisode 3, 2014) 4. Mermaid Project 4: Episode 4, 2019 (Mermaid Project 4: Épisode 4, 2014) 5. Mermaid Project 5: Episode 5, 2019 (Mermaid Project 5: Épisode 5, 2015) | Mutationen (Mutations) (Staffel 2) 1. Mutationen 1: Episode 1, 2020 (Mutations 1: Épisode 1, 2018) 2. Mutationen 2: Episode 2, 2020 (Mutations 2: Épisode 2, 2020) |

Centaurus
1. Centaurus Buch 1: Gelobtes Land, 2015 (Centaurus 1: Terre promise, 2015)
2. Centaurus Buch 2: Fremde Welt, 2016 (Centaurus 2: Terre étrangère, 2016)
3. Centaurus Buch 3: Trügerisches Land, 2017 (Centaurus 3: Terre de folie, 2017)
4. Centaurus Buch 4: Welt des Schreckens, 2019 (Centaurus 4: Terre d'angoisse, 2018)
5. Centaurus Buch 5: Welt des Todes, 2020 (Centaurus 5: Terre de mort, 2019)